# Ibrahim Kallay
Ibrahim Kallay (sinh ngày 6 tháng 9 năm 1993) là một cầu thủ bóng đá người Sierra Leone thi đấu cho Piteå IF ở vị trí tiền vệ.

## Sự nghiệp
Kallay từng thi đấu bóng đá cho FC Kallon, Umeå và Luleå.
Anh ra mắt quốc tế cho Sierra Leone năm 2014.